# Il viale della speranza
Il viale della speranza («La calle de la esperanza» en italiano) es una película italiana dramática de 1953 dirigida por Dino Risi.

## Argumento
La avenida de la esperanza de la que habla el título es la vía Tuscolana, que conecta el centro de Roma con Cinecittà. La calle es recorrida a diario en tranvía por una colorida multitud de personas que trabajan o les gustaría trabajar en el cine, mientras viven en una vida cotidiana modesta, alejada de los lujos y la fama de los actores y directores más consagrados.
Entre ellos destacan las figuras de Franca y Luisa, actrices novatos, Tonino, aspirante a director, y Mario, operador. Agrega Giuditta, una chica ingenua que llegó a Roma desde Sassuolo, tan enamorada del mundo del cine que se considera la nueva Anna Magnani. Los jóvenes viven el día a día, comparten una pensión modesta y esperan tener la reunión adecuada tarde o temprano. La ocasión parece presentarse durante una recepción en casa del productor Franzi. Roberto, hijo de este último, se enamora de Luisa, quien rompe su anterior compromiso con Mario al verlo en actitud comprometedora con Franca; sin embargo, es Franca quien parece estar en el camino correcto para abrirse paso, como lo advierte el adinerado propietario Falcioni, que pretende dedicarse a la producción cinematográfica sobre todo para poder obtener los favores de las jóvenes actrices.
Franzi sigue siendo hostil a Luisa y no cree en el sentimiento entre ella y su hijo; por eso ella y Giuditta se ven obligadas a adaptarse a interpretar un modesto anuncio de impermeables, dirigido por Tonino, ya asistir a improbables escuelas de actuación. Franca, en cambio, habiéndose convertido en la amante de Falcioni, obtiene fácilmente escritos; sin embargo, en poco tiempo la niña se cansa del mundo del cine, que implica más trabajo y esfuerzo del previsto, y además no parece para nada dotada para la actuación, encontrándose incómoda incluso en su primera parte, la de una enfermera a la que solo quedan unas pocas líneas.
Al final, es Luisa, con más talento, quien consigue el papel de enfermera; Franzi está convencido de sus habilidades y está dispuesto a apoyar tanto su carrera como su compromiso con Roberto. Judith, acompañada en Roma por su rústico novio Sassolese, decide abandonar sus sueños de gloria para volver a la vida tranquila de la provincia. Franca también abandona el cine, y tras dejar Falcioni se incorpora a un industrial de la seda, eligiendo para el futuro el negocio de mantenimiento más conveniente.

## Reparto
- Cosetta Greco como Luisa.
- Marcello Mastroianni como Mario (como Marcello Mastrojanni).
- Liliana Bonfatti como Giuditta.
- Piera Simoni como Franca.
- Pietro De Vico como Tonio.
- Nerio Bernardi como Franci.
- Gisella Monaldi como Titina.
- Corrado Pani como Roberto Franzi.
- Arrigo Basevi como Armando Falcioni.
- Alessandro Fersen como Director Gabelli.
- Achille Majeroni como Mineroni, profesor de actuación (como Achille Maieroni).
- Bianca Maria Fusari como Stefania.
- Carlo Hintermann como Productor suizo.
- Nino Marchetti como Ejecutivo de Olmo Film.
- Silvio Bagolini como Loco en la audición.
- Maria Pia Casilio como Concettine.

Fuente: